# Park Narodowy Auasz
Park Narodowy Auasz (Awash National Park) – park narodowy w środkowej Etiopii, utworzony w 1966 roku (od 1961 roku był to rezerwat). Ochroną objęte jest 756 km² sawanny i lasów akacjowych w dolinie rzek Auasz i Kesem Wenz, na południe od masywu wulkanicznego Mount Fantalle (2148 m n.p.m.), w obszarze Rowu Abisyńskiego.
W parku występują liczne formy wulkaniczne: gorące źródła, zastygłe potoki lawy oraz sypki popiół. Na rzece Auasz występują też wodospady. Temperatury są tu zróżnicowane, w styczniu wahają się od +6 do +24 stopni Celsjusza, zaś opady są niewielkie.
 Różnorodność fauny, np.: hipopotam, lampart, lew, pawian anubis i płaszczowy, gepard, szakal, aul, zebra stepowa, oryks pręgoboki, dikdik żwawy, struś, bocian biały, marabut afrykański, kudu wielkie i małe.